# 第二次特朗普內閣
第二次川普內閣（英語：Second cabinet of Donald Trump）是指唐納·川普於第47任美國總統任內領導的聯邦政府。根據美國憲法，總統有權向美國參議院提名其內閣成員並尋求確認。

## 政府

### 總統
美國總統是美國的國家元首、政府首腦和三軍統帥，根據1787年通過的美國憲法而設立，行使憲法賦予的行政權，領導內閣和聯邦行政部門。總統每屆任期4年，連選連任不得多於2次，由選舉人團間接選舉產生。

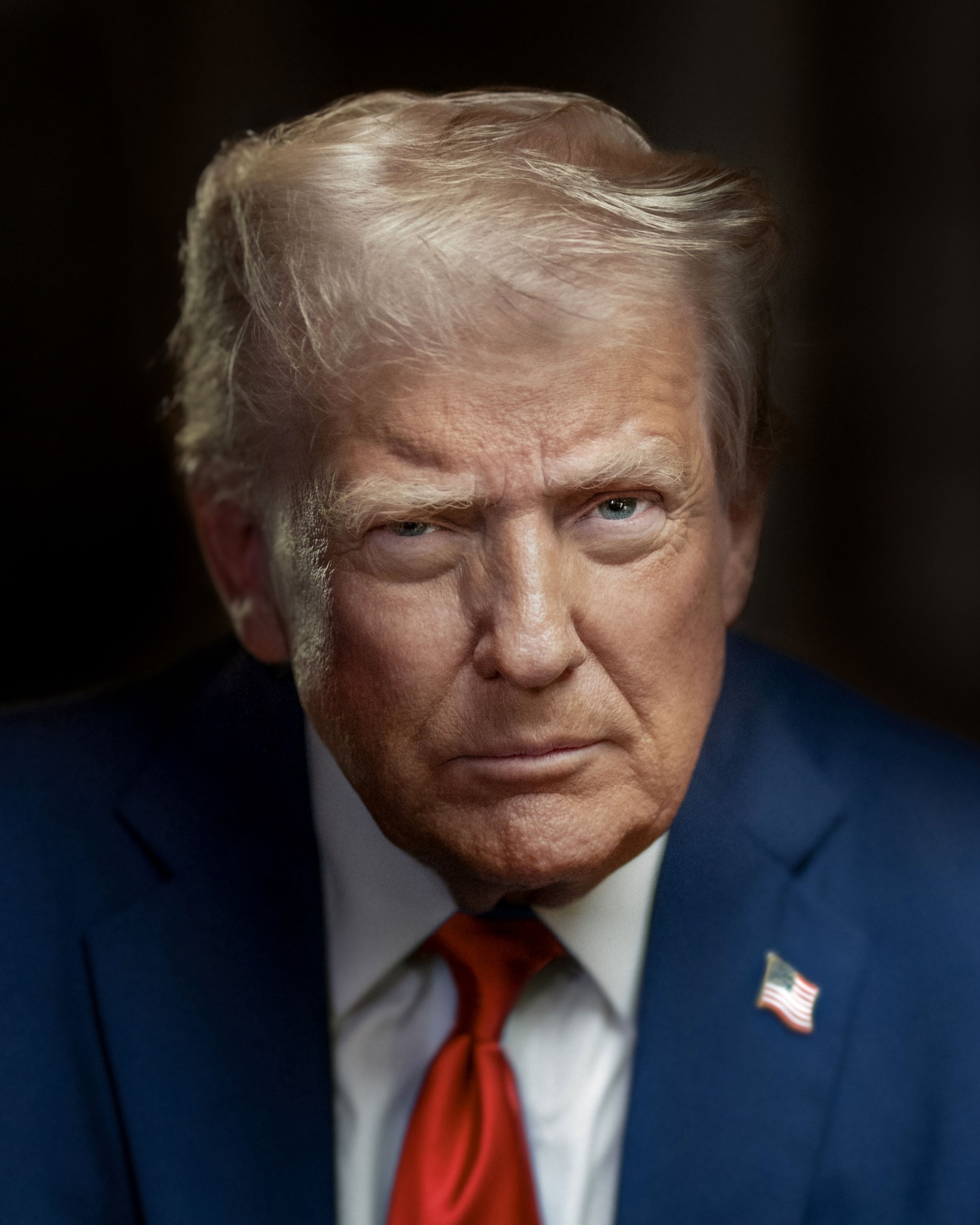
唐納·川普總統

### 內閣官員
美國聯邦政府所有內閣成員在得到美國總統提名後，都需要獲得參議院的同意和批准方可正式就職。其中，美國副總統職位的特殊之處在於該職位是根據憲法由選舉產生。儘管有些政府官員被授予內閣職級，但總統行政辦公室內部份官員並非內閣正式成員，例如白宮幕僚長、總統國家安全事務助理和白宮新聞發言人等都不屬於憲法規定的內閣職位，而且這些職位的多數任命都不需要得到參議院確認。
以下列表是川普現時已宣佈將會提名的內閣官員人選，但除了副總統，在他上任後仍需參議院確認才會正式上任。
| 第二次川普內閣成員                                                                                       | 第二次川普內閣成員                                          | 第二次川普內閣成員                                                                                         | 第二次川普內閣成員                                            |
| --- | ----------------------------------------------------------- | --- | ------------------------------------------------------------- |
| 由選舉產生 待由參議院決議 代理職位 無須參議院確認                                                        |                                                             | |                                                               |
| 資料來源：                                                                                               |                                                             | |                                                               |
| 職位 提名 / 就任日期                                                                                     | 擔任者                                                      | 職位 提名 / 就任日期                                                                                       | 擔任者                                                        |
| – 副總統 2024年7月15日獲得提名 2024年11月5日確認當選 2025年1月20日就職                                   | 前任聯邦參議員 JD·萬斯 （俄亥俄州）                         | – 國務卿 2024年11月13日獲得提名 2025年1月21日就職 美国国际开发署代理署长 2025年2月3日就职 2025年7月1日撤职 | 前任聯邦參議員 · （佛羅里達州）                               |
| – 財政部長 2024年11月22日獲得提名 2025年1月28日就職                                                      | Key Square集團行政總裁 斯科特·貝森特 （南卡罗来纳州）       | – 國防部長 2024年11月12日獲得提名 2025年1月25日就職                                                        | 陸軍國民警衛隊少校和新聞電視主持人 皮特·赫格塞斯 （田納西州） |
| – 司法部長 2024年11月21日獲得提名 2025年2月5日就職                                                       | 前任佛羅里達州總檢察長 帕姆·邦迪 （佛羅里達州）             | – 內政部長 2024年11月14日獲得提名 2025年2月1日就職                                                         | 前任北達科他州州長 道格·伯古姆 （北達科他州）                 |
| – 農業部長 2024年11月23日獲得提名 2025年2月13日就職                                                      | 前任美国国内政策委员会代理主任 布魯克·羅琳絲 （德克薩斯州） | – 商務部長 2024年11月19日獲得提名 2025年2月21日就職                                                        | 坎托·菲茨杰拉德行政總裁 霍華德·盧特尼克 （紐約州）            |
| – 勞工部長 2024年11月22日獲得提名 2025年3月11日就職                                                      | 前任聯邦眾議員 洛麗·查韋斯-德雷默 （俄勒岡州）              | – 衛生及公共服務部部長 2024年11月14日獲得提名 2025年2月13日就職                                            | 環境律師 小罗伯特·F·肯尼迪 （加利福尼亞州）                   |
| – 住宅及城市發展部長 2024年11月22日獲得提名 2025年2月5日就職                                             | 前任德克薩斯眾議員 史葛·特納 （德克薩斯州）                 | – 運輸部長 2024年11月18日獲得提名 2025年1月28日就職                                                        | 前任聯邦眾議員 肖恩·達菲 （威斯康星州）                       |
| – 能源部長 2024年11月16日獲得提名 2025年2月4日就職                                                       | 自由能源行政總裁 克里斯·賴特 （科羅拉多州）                 | – 教育部長 2024年11月19日獲得提名 2025年3月3日就職                                                         | 前小企业管理局局長 琳达·麦克马洪 （康涅狄格州）               |
| – 退伍軍人事務部長 2024年11月14日獲得提名 2025年2月5日就職 美國政府道德辦公室代理主任 2025年2月12日就职  | 空軍預備役上校和前任聯邦眾議員 道格·柯林斯 （佐治亞州）     | – 國土安全部長 2024年11月12日獲得提名 2025年1月25日就職                                                    | 前任南达科他州州长 克丽丝蒂·诺姆 （南達科他州）               |
| 內閣級別官員                                                                                             |                                                             | |                                                               |
| 職位 提名 / 就任日期                                                                                     | 擔任者                                                      | 職位 提名 / 就任日期                                                                                       | 擔任者                                                        |
| – 白宮幕僚長 2024年11月6日公布 2025年1月20日正式就任                                                     | 現任政治顧問 （佛羅里達州）                                 | – 國家安全顧問 2024年11月12日公布 2025年1月20日正式就任                                                    | 陸軍國民警衛隊上校和前任聯邦眾議員 邁克·華爾茲 （佛羅里達州） |
| – 國土安全顧問 2024年11月13日公布 2025年1月20日正式就任                                                  | 前任總統高級顧問 史蒂芬·米勒 （華盛頓特區）                 | – 國家環境保護局局長 2024年11月11日獲得提名 2025年1月29日就職                                              | 陸軍預備役中校和前任聯邦眾議員 李·澤爾丁 （紐約州）           |
| – 行政管理和預算局局長 2024年11月22日獲得提名 2025年2月7日就職 消費者金融保護局代理主任 2025年2月7日就职 | 前任行政管理和預算局局長 羅素·沃特 （維吉尼亞州）           | – 國家情報總監 2024年11月13日獲得提名 2025年2月12日就職                                                    | 陸軍預備役中校和前任聯邦眾議員 圖爾茜·加巴德 （夏威夷州）     |
| – 中央情報局局長 2024年11月12日獲得提名 2025年1月23日就職                                                | 前任國家情報總監 约翰·拉特克利夫 （德薩斯州）               | – 美國貿易代表 2024年11月26日獲得提名 2025年2月26日就職                                                    | 前任美國貿易代表處幕僚長 傑米森·格里爾 （馬里蘭州）           |
| – 美国常驻联合国代表 2025年1月20日就職代理                                                               | 職業外交官 多蘿西‧謝伊 （北卡羅來納州）                     | – 小企業管理局局長 2024年12月4日獲得提名 2025年2月20日就職                                                 | 前任聯邦參議員 凱莉·萊夫勒 （佐治亞州）                       |

## 確認流程
| 職位                 | 提名人             | 家鄉州                         | 提名公佈       | 參議院委員會                         | 聽證會                        | 委員會投票結果 | 委員會投票日期 | 辯論終結表決結果 | 辯論終結表決日期 | 參議院投票結果 | 參議院投票日期 | 正式就任      |
| -------------------- | ------------------ | ------------------------------ | -------------- | ------------------------------------ | ----------------------------- | -------------- | -------------- | ---------------- | ---------------- | -------------- | -------------- | ------------- |
| 國務卿               | 馬可·魯比奧        | 佛罗里达州                     | 2024年11月13日 | 參議院外交委員會                     | 2025年1月15日                 | 22–0           | 2025年1月20日  | N/A              | N/A              | 99–0           | 2025年1月20日  | 2025年1月21日 |
| 財政部長             | 斯科特·貝森特      | 南卡罗来纳州                   | 2024年11月22日 | 參議院財政委員會                     | 2025年1月16日                 | 16–11          | 2025年1月21日  | 67–23            | 2025年1月25日    | 68–29          | 2025年1月27日  | 2025年1月28日 |
| 國防部長             | 皮特·赫格塞斯      | 田纳西州                       | 2024年11月12日 | 參議院軍事委員會                     | 2025年1月14日                 | 14–13          | 2025年1月20日  | 51–49            | 2025年1月23日    | 51–50          | 2025年1月24日  | 2025年1月25日 |
| 司法部長             | 帕姆·邦迪          | 佛罗里达州                     | 2024年11月21日 | 參議院司法委員會                     | 2025年1月15日 – 2025年1月16日 | 12–10          | 2025年1月29日  | 52–46            | 2025年2月3日     | 54–46          | 2025年2月4日   | 2025年2月5日  |
| 內政部長             | 道格·伯古姆        | 北达科他州                     | 2024年11月14日 | 參議院能源與自然資源委員會           | 2025年1月16日                 | 18–2           | 2025年1月23日  | 78–20            | 2025年1月29日    | 80–17          | 2025年1月30日  | 2025年2月1日  |
| 農業部長             | 布魯克·羅琳絲      | 德克萨斯州                     | 2024年11月23日 | 參議院農業、營養與林業委員會         | 2025年1月23日                 | 23–0           | 2025年2月3日   | 52–46            | N/A              | 72–28          | 2025年2月13日  | 2025年2月13日 |
| 商務部長             | 霍華德·盧特尼克    | 纽约州                         | 2024年11月19日 | 參議院商務、科學和交通委員會         | 2025年1月29日                 | 16–12          | 2025年2月5日   | 52–45            | 2025年2月13日    | 51–45          | 2025年2月18日  | 2025年2月21日 |
| 勞工部長             | 洛麗·查韋斯-德雷默 | 俄勒冈州                       | 2024年11月22日 | 參議院衛生、教育、勞工和退休金委員會 | 2025年2月19日                 | 14–9           | 2025年2月27日  | 66–30            | 2025年3月6日     | 67–32          | 2025年3月10日  | 2025年3月11日 |
| 衛生及公共服務部部長 | 小罗伯特·F·肯尼迪  | 加利福尼亚州                   | 2024年11月14日 | 參議院財政委員會                     | 2025年1月29日                 | 14–13          | 2025年2月4日   | 53–47            | 2025年2月12日    | 52–48          | 2025年2月13日  | 2025年2月13日 |
| 衛生及公共服務部部長 | 小罗伯特·F·肯尼迪  | 加利福尼亚州                   | 2024年11月14日 | 參議院衛生、教育、勞工和退休金委員會 | 2025年1月30日                 | 僅諮詢         | 僅諮詢         | 53–47            | 2025年2月12日    | 52–48          | 2025年2月13日  | 2025年2月13日 |
| 住宅及城市發展部長   | 史葛·特納          | 德克萨斯州                     | 2024年11月22日 | 參議院銀行、住房與城市事務委員會     | 2025年1月16日                 | 13–11          | 2025年1月23日  | 55–45            | 2025年2月4日     | 55–44          | 2025年2月5日   | 2025年2月5日  |
| 運輸部長             | 肖恩·達菲          | 威斯康星州                     | 2024年11月18日 | 參議院商務、科學和交通委員會         | 2025年1月15日                 | 28–0           | 2025年1月22日  | 97–0             | 2025年1月27日    | 77–22          | 2025年1月28日  | 2025年1月28日 |
| 能源部長             | 克里斯·賴特        | 科罗拉多州                     | 2024年11月16日 | 參議院能源與自然資源委員會           | 2025年1月15日                 | 15–5           | 2025年1月23日  | 62–35            | 2025年1月30日    | 59–38          | 2025年2月3日   | 2025年2月4日  |
| 教育部長             | 琳达·麦克马洪      | 康涅狄格州                     | 2024年11月19日 | 參議院衛生、教育、勞工和退休金委員會 | 2025年2月13日                 | 12–11          | 2025年2月20日  | 51–47            | 2025年2月27日    | 51–45          | 2025年3月3日   | 2025年3月3日  |
| 退伍軍人事務部長     | 道格·科林斯        | 喬治亞州                       | 2024年11月14日 | 參議院退伍軍人事務委員會             | 2025年1月21日                 | 18–1           | 2025年1月23日  | 83–13            | 2025年1月30日    | 77–23          | 2025年2月4日   | 2025年2月5日  |
| 國土安全部長         | 克麗絲蒂·諾姆      | 南达科他州                     | 2024年11月12日 | 參議院國土安全與政府事務委員會       | 2025年1月17日                 | 13–2           | 2025年1月20日  | 61–39            | 2025年1月24日    | 59–34          | 2025年1月25日  | 2025年1月25日 |
| 國家環境保護局局長   | 李·澤爾丁          | 纽约州                         | 2024年11月11日 | 參議院環境與公共工程委員會           | 2025年1月16日                 | 11–8           | 2025年1月23日  | 56–42            | 2025年1月29日    | 56–42          | 2025年1月29日  | 2025年1月29日 |
| 行政管理和預算局局長 | 羅素·沃特          |                                | 2024年11月22日 | 參議院預算委員會                     | 2025年1月22日                 | 11–0           | 2025年1月30日  | 53–47            | 2025年2月5日     | 53–47          | 2025年2月6日   | 2025年2月7日  |
| 行政管理和預算局局長 | 羅素·沃特          | 參議院國土安全與政府事務委員會 | 2024年11月22日 | 2025年1月15日                        | 8–7                           | 2025年1月20日  |                | 53–47            | 2025年2月5日     | 53–47          | 2025年2月6日   | 2025年2月7日  |
| 國家情報總監         | 圖爾西·加巴德      | 夏威夷州                       | 2024年11月13日 | 參議院情報委員會                     | 2025年1月30日                 | 9–8            | 2025年2月4日   | 52–46            | 2025年2月10日    | 52–48          | 2025年2月12日  | 2025年2月12日 |
| 貿易代表             | 賈米森·格里爾      | 马里兰州                       | 2024年11月26日 | 參議院財政委員會                     | 2025年2月6日                  | 15–12          | 2025年2月12日  | 54–43            | 2025年2月24日    | 56–43          | 2025年2月26日  | 2025年2月26日 |
| 常驻联合国代表       | 爱丽丝·斯蒂芬尼克  | 纽约州                         | 2024年11月10日 | 參議院外交委員會                     | 2025年1月21日                 | 19–3           | 2025年1月30日  | 提名撤銷         | 提名撤銷         | 提名撤銷       | 提名撤銷       | 提名撤銷      |
| 常驻联合国代表       | 迈克·华尔兹        | 佛罗里达州                     | 2025年5月1日   | 參議院外交委員會                     | 2025年7月15日                 | 12–10          | 2025年7月24日  | 待定             | 待辦             | 待定           | 待辦           | 待辦          |
| 小企業管理局局長     | 凱莉·萊夫勒        | 喬治亞州                       | 2024年12月4日  | 參議院小型企業和創業委員會           | 2025年1月29日                 | 12–7           | 2025年2月5日   | 51–43            | 2025年2月13日    | 52–46          | 2025年2月19日  | 2025年2月20日 |
| 中央情報局局長       | 約翰·拉特克利夫    | 德克萨斯州                     | 2024年11月12日 | 參議院情報委員會                     | 2025年1月15日                 | 14–3           | 2025年1月20日  | 72–26            | 2025年1月23日    | 74–25          | 2025年1月23日  | 2025年1月23日 |

## 內閣人事安排滿意度
| 民調公司         | 調查日期            | 樣本數目 | ·          | ·                   | ·      | 小罗伯特·F·肯尼迪 | 小罗伯特·F·肯尼迪 | 小罗伯特·F·肯尼迪 | 圖爾西·加巴德 | 圖爾西·加巴德 | 圖爾西·加巴德 | 皮特·赫格塞斯 | 皮特·赫格塞斯 | 皮特·赫格塞斯 | 帕姆·邦迪 | 帕姆·邦迪 | 帕姆·邦迪 | 琳达·麦克马洪 | 琳达·麦克马洪 | 琳达·麦克马洪 |        |        |        |
| 民調公司         | 調查日期            | 樣本數目 | 滿意       | 不滿意              | 支持率 | 滿意              | 不滿意            | 支持率            | 滿意          | 不滿意        | 支持率        | 滿意          | 不滿意        | 支持率        | 滿意      | 不滿意    | 支持率    | 滿意          | 不滿意        | 支持率        |        |        |        |
| ---------------- | ------------------- | -------- | ---------- | ------------------- | ------ | ----------------- | ----------------- | ----------------- | ------------- | ------------- | ------------- | ------------- | ------------- | ------------- | --------- | --------- | --------- | ------------- | ------------- | ------------- | ------ | ------ | ------ |
| 民調公司         | 調查日期            | 樣本數目 | CBS/YouGov | 2024年11月19日–22日 | 2,232  | 44%               | 25%               | +19               | 47%           | 34%           | +13           | 36%           | 27%           | +9            | 33%       | 28%       | +5        | 不適用        | 不適用        | 不適用        | 不適用 | 不適用 | 不適用 |
| Emerson College  | 2024年11月20日–22日 | 1,000    | 45%        | 32%                 | +13    | 47%               | 40%               | +7                | 40%           | 33%           | +7            | 37%           | 34%           | +3            | 不適用    | 不適用    | 不適用    | 不適用        | 不適用        | 不適用        |        |        |        |
| Economist/YouGov | 2024年11月23日–26日 | 1,590    | 不適用     | 不適用              | 不適用 | 46%               | 35%               | +11               | 不適用        | 不適用        | 不適用        | 36%           | 32%           | +4            | 38%       | 28%       | +10       | 34%           | 32%           | +2            |        |        |        |

## 外部連結
- List of Cabinet and Cabinet Level Officers at White House website